# زنجبيليات
الزنجبيليات (الاسم العلمي: Zingiberales) هي رتبة من النباتات تتبع الفوق رتبة الزنبقاوايات من طائفة أحاديات الفلقة. عرفت هذه الرتبة على نطاق واسع من قبل خبراء التصنيف على الأقل في العقود القليلة الماضية. تشمل هذه الرتبة العديد من النباتات المألوفة مثل الزنجبيل، الهيل، الكركم، الخولنجان وزنجبيل ميوغا من فصيلة الزنجبيلية.

## التصنيف
- الفصيلة الزنجبيلية
- الفصيلة الموزية
- الفصيلة الإسترلتزية
  - الإسترلتزاوية
    -       - عصفور الجنة
- الفصيلة القسطية
- الفصيلة قنا (نبات)
- الفصيلة هيليكونيا
- الفصيلة Lowiaceae
- الفصيلة مرتينيات